# Podbukovje pri Vačah
Podbukovje pri Vačah je naselje v Občini Litija.